# Phyllophaga gracillima
Phyllophaga gracillima är en skalbaggsart som beskrevs av Von Dalle Torre 1912. Phyllophaga gracillima ingår i släktet Phyllophaga och familjen Melolonthidae. Inga underarter finns listade i Catalogue of Life.